# Альрауне (фільм, 1930)
«Альрау́не» (нім. Alraune) — німецький (Веймарська республіка) науково-фантастичний фільм жахів 1930 року, поставлений режисером Ріхардом Освальдом за романом Ганса Гайнца Еверса 1911 року «Альрауне. Історія однієї живої істоти» з Бригіттою Гельм у головній ролі, яка в 1928 році зіграла цю ж роль в однойменному фільмі режисера Генріка Галеєна.

## Сюжет
Альрауне (Бригітта Гельм) з'явилася на світ у результаті експерименту зі штучного запліднення спермою повішеного серійного вбивці яйцеклітини повії. Дівчина виховується таємним радником тен Брінкеном (Альберт Бассерман), одним з учених, що її створив, як нібито його онука. Ставши дорослою, Альрауне зваблює чоловіків, які втрачають через неї голову, включно з відповідальними за експеримент. Коли чарівна жінка-вамп закохується в лейтенанта Брінкена, чарівливість її злою натури, здається, ламається. Але, усвідомивши своє справжнє походження, молода жінка накладає на себе руки.

## У ролях
| • Бригітта Гельм          | … | Альрауне тен Брінкен         |
| • Альберт Бассерман       | … | таємний радник тен Брінке    |
| • Гарольд Паульсен        | … | Франк Браун, його племінник  |
| • Адольф Е. Ліхо          | … | адвокат Манассе              |
| • Агнеса Штрауб           | … | княгиня Волконська           |
| • Бернгард Ґецке          | … | доктор Петерсен              |
| • Мартін Кослек           | … | Вольфганг Петерсен           |
| • Кете Гаак               | … | Фрау Распе, економка         |
| • Іван Коваль-Самборський | … | Распе, водій                 |
| • Лізелотта Шаак          | … | Ольга Волконська             |
| • Пауль Вестермайєр       | … | фон Вальтер, наречений Ольги |
| • Генрі Бендер            | … | Прибиральниця                |
| • Ельза Бассерман         | … | леді                         |

## Знімальна група
- Автори сценарію — Чарлі Роулінгхоф, Ріхард Вайсбах за романом «Альрауне. Історія однієї живої істоти» Ганса Гайнца Еверса (1911)
- Режисер-постановник — Ріхард Освальд
- Продюсери — Ріхард Освальд, Еріх Поммер
- Оператор — Гюнтер Крампф
- Композитор — Броніслав Капер
- Художник-постановник — Отто Ердманн, Франц Шредтер, Ганс Зонле, Ганс Зонле
- Звук — Еріх Лейстнер